# Leiolepis ngovantrii
Leiolepis ngovantrii – gatunek jaszczurki z rodziny agamowatych (Agamidae), który składa się wyłącznie z samic, rozmnażających się na drodze partenogenezy. Jaszczurkę po raz pierwszy odkryto w wietnamskim barze w prowincji Bà Rịa-Vũng Tàu. Nazwa gatunku pochodzi od herpetologa Ngô Văn Trí z Wietnamskiej Akademii Nauki i Technologii.